# Корретто
Корретто (итал. Corretto, «приправленный») — напиток итальянского происхождения, на основе кофе с добавлением ликера. Готовится из эспрессо с добавлением ликера, обычно с граппой, но иногда с самбукой или бренди. За пределами Италии известно также как «Эспрессо Корретто». На севере Италии корретто с добавлением граппы любят пить на завтрак. Данный напиток обычно подают в чашках для эспрессо.
Кроме того в Венеции существует свой особенный рецепт корретто — rexentìn, что означает "ополаскивать стакан". Сначала клиенту приносят чашку эспрессо и рюмку граппы или любого другого ликёра. Сперва нужно налить маленькое количество алкоголя в чашку, затем за 2 глотка выпить кофе. Затем на дне чашки останутся остатки кофе, вот их нужно будет залить оставшимся ликёром. Он называется как двойной корретто.
В Испании, существует аналогичный напиток, известный как карахильо. Оно очень похоже на итальянское корретто, а в Каталонии предпочитают, чтобы алкоголя было чуть больше чем кофе.
В Швеции и Норвегии kaffekask.